# Юдита Богемська
Юдіт Богемська (1056/1058 — 25 січня 1086) — богемська княжна з династії Пржемисловічів, з 1080 року — дружина польського князя Владислава І Германа. Дочка богемського князя Вратислава II та Аделаїди Угорської.

## Біографія

### Сім'я і дитинство
Юдіт була другою з чотирьох спільних дітей князя Богемії Вратислава II та його другої дружини угорської принцеси Аделаїди, доньки короля Угорщини Андрія I та української княжни Анастасії Ярославни. 
Її рідними братами і сестрами були Бржетіслав II (князь Богемії), Вратислав (загинув в молодому віці) та Людмила (пішла в черниці).
1061 року, коли помер дядько Юдіт, князь Спитігнев II, її батько Вратислав II успадкував Богемський престол. 
1062 року померла мати Юдіт Аделаїда. Князь Вратислав II повторно одружився 1063 року на Святославі, доньці князя Казимира I Польського й руської князівни Марії-Добронеги. 
Від цього шлюбу у Юдіт було п'ять зведених братів і сестер: Болеслав Оломоуцький, Боривой II, Владислав I, Собеслав I і Юдіт Гройч.

### Шлюб
1080 року Юдіт вийшла заміж за польського князя Владислава I Германа (племінника своєї мачухи), щоб зміцнити недавно створений чесько-польський союз. Згідно з даними історичних хронік, княгиня Юдіт займалася благодійністю, допомагала нужденним, покращувала умови утримання ув'язнених. 
10 червня 1085 року Юдіт, разом з чоловіком, була присутня на коронації свого батька Вратислава II королівською короною. 
20 серпня 1086 року вона народила сина і спадкоємця, майбутнього короля Болеслава III. Проте Юдіт так і не оговталася від наслідків пологів і через чотири місяці після них, 25 грудня, померла.
1089 року її чоловік одружився з удовою дядька Юдіт (рідного брата її матері Аделаїди — короля Угорщини Соломона I) Юдіт Швабською, яка стала відома як Софія Польська, щоб відрізняти її від першої дружини Владислава І Германа.